# 松任市
松任市（まっとうし）は、2005年（平成17年）1月31日まで石川県の南部に位置した市である。
2005年（平成17年）2月1日に野々市町（現・野々市市）を除く石川郡を構成する町村と合併して白山市となった。

## 地理

### 自然地理
- 海
  - 日本海

### 隣接していた自治体
- 石川県
  - 金沢市
  - 石川郡 ： 美川町 - 鶴来町 - 野々市町
  - 能美郡 ： 川北町

## 歴史
「松木氏に任せる」というのが地名の由来。
本来「まつとう」と読むが、音便で「まっとう」となった。JR松任駅も「まっとう」と読み、公式ホームページでも「MATTO」と表記されている。

### 沿革
- 1889年04月01日 - 町村制の施行により、松任町が発足する。
- 1954年11月03日 - 松任町、旭村、中奥村、林中村、出城村、御手洗村、一木村、宮保村、笠間村、柏野村及び石川村が合併して、改めて松任町が発足する。
- 1956年09月30日 - 郷村の区域の一部を編入する。
- 1957年01月01日 - 山島村を編入する。
- 1970年10月10日 - 市制施行して、松任市となる[1]。
- 2005年01月23日 - 白山市への合併に向け、閉市式が行われた。

## 行政

### 歴代松任市長・松任町長
| 歴代松任町長（1889年ー1954年） | 歴代松任町長（1889年ー1954年） | 歴代松任町長（1889年ー1954年） | 歴代松任町長（1889年ー1954年） | 歴代松任町長（1889年ー1954年） | 歴代松任町長（1889年ー1954年） |
| 代                             | 人                             | 氏名                           | 就任                           | 退任                           | 備考                           |
| ------------------------------ | ------------------------------ | ------------------------------ | ------------------------------ | ------------------------------ | ------------------------------ |
| 01                             | 01                             | 布目敏                         | 1889年（明治22年）05月15日     | 1893年（明治26年）05月14日     |                                |
| 02                             | 01                             | 布目敏                         | 1893年（明治26年）05月15日     | 1896年（明治29年）11月21日     | 在職中死去                     |
| 03                             | 02                             | 田中与三右衛門                 | 1896年（明治29年）12月20日     | 1900年（明治33年）12月19日     |                                |
| 04                             | 02                             | 田中与三右衛門                 | 1900年（明治33年）12月20日     | 1901年（明治34年）04月05日     |                                |
| 05                             | 03                             | 青木篤太郎                     | 1901年（明治34年）04月24日     | 1905年（明治38年）04月23日     |                                |
| 06                             | 03                             | 青木篤太郎                     | 1905年（明治38年）04月24日     | 1909年（明治42年）04月23日     |                                |
| 07                             | 03                             | 青木篤太郎                     | 1909年（明治42年）04月24日     | 1912年（大正元年）10月04日     |                                |
| 08                             | 04                             | 村田次郎吉                     | 1913年（大正02年）02月06日     | 1917年（大正06年）02月05日     |                                |
| 09                             | 05                             | 田中喜太郎                     | 1917年（大正06年）05月26日     | 1921年（大正10年）05月25日     |                                |
| 10                             | 06                             | 鉾田俊                         | 1922年（大正11年）03月20日     | 1924年（大正13年）08月31日     |                                |
| 11                             | (5)                            | 田中喜太郎                     | 1924年（大正13年）09月08日     | 1928年（昭和03年）09月07日     |                                |
| 12                             | 07                             | 関徳右衛門                     | 1928年（昭和03年）11月26日     | 1930年（昭和05年）05月19日     |                                |
| 13                             | 08                             | 正見二郎                       | 1931年（昭和06年）02月28日     | 1935年（昭和10年）02月27日     |                                |
| 14                             | 08                             | 正見二郎                       | 1935年（昭和10年）02月28日     | 1939年（昭和14年）02月27日     |                                |
| 15                             | 08                             | 正見二郎                       | 1939年（昭和14年）03月         | 1940年（昭和15年）06月04日     |                                |
| 16                             | 09                             | 吉田茂平                       | 1940年（昭和15年）09月05日     | 1944年（昭和19年）09月04日     |                                |
| 17                             | 09                             | 吉田茂平                       | 1944年（昭和19年）09月07日     | 1945年（昭和20年）09月13日     |                                |
| 18                             | 10                             | 倉重芳嗣                       | 1945年（昭和20年）11月         | 1947年（昭和22年）03月         |                                |
| 19                             | 11                             | 寺西憲弘                       | 1947年（昭和22年）04月05日     | 1951年（昭和26年）04月04日     |                                |
| 20                             | (8)                            | 正見二郎                       | 1951年（昭和26年）04月23日     | 1954年（昭和29年）11月02日     |                                |
| 歴代松任町長（1954年ー1970年） |                                |                                |                                |                                |                                |
| 代                             | 人                             | 氏名                           | 就任                           | 退任                           | 備考                           |
|                                | 1                              | 正見二郎                       | 1954年（昭和29年）11月03日     | 1954年（昭和29年）11月30日     | 町長職務執行者                 |
| 1                              | 1                              | 正見二郎                       | 1954年（昭和29年）12月01日     | 1958年（昭和33年）11月30日     |                                |
| 2                              | 2                              | 毛利義男                       | 1958年（昭和33年）12月01日     | 1962年（昭和37年）11月30日     |                                |
| 3                              | 2                              | 毛利義男                       | 1962年（昭和37年）12月01日     | 1966年（昭和41年）11月30日     |                                |
| 4                              | 3                              | 宮田官                         | 1966年（昭和41年）12月01日     | 1970年（昭和45年）10月09日     |                                |
| 歴代松任市長                   |                                |                                |                                |                                |                                |
| 代                             | 人                             | 氏名                           | 就任                           | 退任                           | 備考                           |
| 01                             | 1                              | 宮田官                         | 1970年（昭和45年）10月10日     | 1970年（昭和45年）11月30日     |                                |
| 02                             | 1                              | 宮田官                         | 1970年（昭和45年）12月01日     | 1973年（昭和48年）12月28日     |                                |
| 03                             | 2                              | 作本博                         | 1974年（昭和49年）02月10日     | 1978年（昭和53年）02月09日     |                                |
| 04                             | 2                              | 作本博                         | 1978年（昭和53年）02月10日     | 1980年（昭和55年）04月14日     |                                |
| 05                             | 3                              | 細川久米夫                     | 1980年（昭和55年）06月01日     | 1984年（昭和59年）05月31日     |                                |
| 06                             | 3                              | 細川久米夫                     | 1984年（昭和59年）06月01日     | 1988年（昭和63年）05月31日     |                                |
| 07                             | 3                              | 細川久米夫                     | 1988年（昭和63年）06月01日     | 1992年（平成04年）05月31日     |                                |
| 08                             | 3                              | 細川久米夫                     | 1992年（平成04年）06月01日     | 1996年（平成08年）05月31日     |                                |
| 09                             | 3                              | 細川久米夫                     | 1996年（平成08年）06月01日     | 1998年（平成10年）10月15日     | 収賄事件で逮捕され辞職         |
|                                |                                | 森田弘助                       | 1998年（平成10年）10月16日     | 1998年（平成10年）11月28日     | 助役、市長職務代理者           |
| 10                             | 4                              | 角光雄                         | 1998年（平成10年）11月29日     | 2002年（平成14年）11月28日     |                                |
| 11                             | 4                              | 角光雄                         | 2002年（平成14年）11月29日     | 2005年（平成17年）01月31日     |                                |

- 最後の市長 - 角光雄（かど・みつお）

## 経済

### 産業
北陸経済の中心都市である金沢市に隣接し、早くから工業用地を整備したことから、多様な製造業が育成されることになった。
とくに近年は、パソコン用モニターの伸張が著しい。また、伝統産業として、豊富な米と清らかな手取川の伏流水を利用した酒造業がある。
創業期から本社と工場を置く上場・店頭公開企業としては、EIZOブランドのモニターが世界的に知られるナナオ、工作機械とくにNC旋盤で有力な高松機械工業などがある。
また、地場産業としては、銘酒「天狗舞」で全国に知られる車多酒造、「手取川」の吉田酒造がある。
さらに、出荷額が高く雇用量の大きな工場としては、キリンビール北陸工場があるが、こちらも、日本酒同様に飲用に適した潤沢な水資源が立地の決め手になっている。しかし、国内のビール類市場が縮小傾向にあるのを受け2010年8月に閉鎖、解体された。

#### 主な事業所
- キリンビール北陸工場（2010年8月閉鎖）
- 車多酒造（「天狗舞」）
- 高松機械工業 - 工作機械（CNC旋盤）製造など
- トランテックス - 日野自動車グループ トラックボディー製造
- ナナオ - パソコン用ディスプレイ製造
- ニッコー - 陶器・FRP製品の製造
- 北國新聞松任別館 - 北國新聞の印刷工場

### 伝統工芸
江戸時代から400年の歴史を誇る「浅野太鼓」が有名。

## 姉妹都市・提携都市

### 国内
- 藤枝市（静岡県）
  - 1983年10月10日親善友好都市提携

### 国外
- コロンビア市 （アメリカ合衆国 ミズーリ州）
  - 1988年3月親善友好都市提携
- カンザスシティ （アメリカ合衆国 ミズーリ州）
  - 1988年3月準姉妹都市提携
- セントルイス市 （アメリカ合衆国 ミズーリ州）
  - 1988年3月準姉妹都市提携
- 溧陽市（中華人民共和国 江蘇省 常州）
  - 1995年10月親善友好都市提携
- ペンリス市（オーストラリア ニューサウスウェールズ州）
  - 1995年10月親善友好都市提携

## 地域

### 宗教
- 信誠寺（真宗東派）[2]

### 公共機関

#### 警察
石川県警察松任警察署の管轄であった。
- 松任警察署
  - 一木駐在所
  - 笠間駐在所
  - 千代野駐在所
  - 徳光駐在所
  - 福留駐在所
  - 宮永駐在所
  - 山島駐在所

#### 消防
松任石川広域事務組合消防本部の管轄であった。
- 消防本部
  - 松任消防署
  - 千代野分署

#### 医療
- 公立松任石川中央病院

#### 上水道
一部を除き石川県企業局が供給していた。水源は鶴来浄水場 （手取川）。
- 石川県営水道
  - 松任市上水道
    - 松任市上水道センター
    - 千代野配水場
- 松任市簡易水道

#### 下水道
松任市単独の公共下水道に接続されていた。
- 松任市公共下水道
  - 松任中央浄化センター
  - 西南部浄化センター
  - 南部浄化センター
  - 千代野処理場

#### ゴミ処理
松任石川広域事務組合が処理していた。
- 松任石川環境クリーンセンター

#### 電話
金沢市の西日本電信電話（NTT西日本）金沢支店が管轄していた。
市外局番は市内全域が076であった。

#### 郵便
市内の集配は以下の局が行っていた。
- 松任郵便局 - 〒924
これ以外に12局の郵便局があった。

#### 税務
金沢国税局松任税務署が管轄していた。
- 松任税務署

#### その他
- 国土交通省 松任海岸出張所
- 国土交通省 加賀国道維持出張所
- 国土交通省 松任除雪ステーション
- 金沢地方法務局 松任出張所
- 金沢公共職業安定所 松任出張所（ハローワーク松任）
- 松任市斎場
- 手取川七ケ用水土地改良区
- サンライズ航空 松任ヘリポート

### 学校教育

#### 大学
- 私立（2校）
  - 金城大学
  - 金沢工業大学松任キャンパス

##### 短期大学
- 私立
  - 金城大学短期大学部

#### 高等学校
- 石川県立（2校）
  - 石川県立翠星高等学校
  - 石川県立松任高等学校
- 私立
  - 叡明館高等学校（2001年に廃校）

#### 中学校
- 松任市立（4校）
  - 松任中学校
  - 北星中学校
  - 光野中学校
  - 笠間中学校

#### 小学校
- 松任市立（9校）
  - 松任小学校
  - 東明小学校
  - 北陽小学校
  - 旭丘小学校
  - 蕪城小学校
  - 千代野小学校
  - 石川小学校
  - 松陽小学校
  - 松南小学校

#### 特別支援学校
- 石川県立（1校）
  - 明和養護学校松任分校

#### 各種学校
- 北陸中部自動車学校

### 社会教育

#### 図書館
- 松任市中央図書館

#### 博物館・美術館等
- 松任市立博物館
- 中川一政記念美術館
- ふるさと館
- 太鼓の里資料館 （浅野太鼓）

#### ホール・その他の文化施設
- 松任市民文化会館
- 松任市学習センター
- 松任市教育センター
- 健康センター松任
- シーサイド松任
- 松任青少年宿泊研修センター

#### 体育施設
- 松任総合運動公園
  - 文化体育館
  - 陸上競技場
  - 屋外プール
  - 屋内プール
  - 屋内運動場
  - テニスコート
- 若宮公園
  - 若宮体育館
  - こどもプール
  - 相撲場
- 松任グリーンパーク
  - サンスポーツランド松任
  - ゴルフセンター
- CCZ松任海浜公園
  - 屋内運動場
  - 屋内プール
  - 海洋センター
  - サイクリングターミナル
- 相木野球場
- 松任市武道館
- 松任市弓道場
- 松任市スポーツセンター
- サンライフ松任

## 交通

### 鉄道
- 西日本旅客鉄道 （JR西日本）
  - 北陸本線(現IRいしかわ鉄道線 ： 加賀笠間駅 - 松任駅
  - 金沢総合車両所松任本所

### 道路
- 高速道路
  - 高速自動車国道
    - 北陸自動車道 ： （市内にインターチェンジはないが、徳光PAにスマートICが設置されている）
- 一般国道
  - 国道8号金沢バイパス
  - 国道8号金沢西バイパス
- 県道
  - 主要地方道
    - 石川県道8号松任宇ノ気線
    - 石川県道22号金沢小松線
    - 石川県道25号金沢美川小松線
    - 石川県道58号鶴来美川インター線

  - 一般県道
    - 石川県道103号鶴来水島美川線
    - 石川県道104号松任美川線
    - 石川県道105号松任鶴来線
    - 石川県道157号松任寺井線
    - 石川県道174号安吉松任線
    - 石川県道184号松本木津線
    - 石川県道186号倉部成線
    - 石川県道188号三反田松任線
    - 石川県道189号額谷三浦線
    - 石川県道190号矢作松任線
    - 石川県道194号宮永横川町線
    - 石川県道195号倉部金沢線
    - 石川県道291号三日市松任線
    - 石川県道294号金沢小松自転車道線 （加賀海浜自転車道）
- 一般有料道路
  - 川北大橋有料道路（2013年に無料開放）

### バス
- 北鉄グループ
  - 北陸鉄道
  - 北鉄金沢中央バス
  - ほくてつバス
  - 加賀白山バス
- コミュニティバス
  - 市内循環バス （委託：加賀白山バス）

## マスメディア

### 新聞
- 北國新聞 松任総局
- 北陸中日新聞 松任支局

### ケーブルテレビ
- あさがおテレビ

## 観光

### 祭り・イベント
- 松任桜まつり （4月）
- 緑と花のフェスティバル （5月）
- CCZフェスティバル松任 （7月）
- 松任まつり （8月）
- 松任獅子まつり （10月）

### 名所・旧跡
- 東大寺領横江荘荘家跡（国の史跡）
- 松任海浜公園発電所 （風力発電所）
- 松任城

### 保養・休憩施設
- CCZ松任海浜公園
  - 徳光海岸海水浴場
  - コースタルオアシス まっとう車遊館
  - サイクリングターミナル　シーサイドまっとう
- 松任グリンパーク
- ビアパーク北陸 （キリンビール 北陸工場）

#### 温泉
- 松任市民温泉（CCZ温泉）

## 出身有名人
- 暁烏敏（宗教家）
- 音重鎮（元プロ野球選手）
- 加賀千代女（俳人）
- MAYA（アイドル、NiziU）
- 隅谷正峯（刀匠）
- 本谷有希子（劇作家・小説家） - 「劇団、本谷有希子」主宰、芥川賞受賞。
- やまむらはじめ（漫画家）
- 林一二（実業家） - 林一二創業者。
- 横西奏恵（元女子競艇選手）